# Kostelec nad Labem
Pour les articles homonymes, voir Kostelec.
Kostelec nad Labem (en allemand : Elbekosteletz) est une ville du district de Mělník, dans la région de Bohême-Centrale, en République tchèque. Sa population s'élevait à 4 336 habitants en 2024.

## Géographie
Kostelec nad Labem est arrosée par l'Elbe et se trouve à 7 km au sud-est de Neratovice, à 16 km au sud-est de Mělník et à 20 km au nord-nord-est du centre de Prague.
La commune est limitée par Neratovice, Tišice et Ovčáry au nord, par Křenek et Záryby à l'est, par Polerady, Sluhy et Mratín au sud, et par Nová Ves et Čakovičky à l'ouest.

## Histoire
La première mention écrite de la localité date de 1276.

## Administration
La commune se compose de deux sections :
- Kostelec nad Labem
- Jiřice